# Dendrobium lancilobum
Dendrobium lancilobum är en orkidéart som beskrevs av Jeffrey James Wood. Dendrobium lancilobum ingår i släktet Dendrobium, och familjen orkidéer. Inga underarter finns listade i Catalogue of Life.